# Rock (West Sussex)
Rock – osada w Anglii, w hrabstwie West Sussex, w dystrykcie Horsham. Leży 28 km na wschód od miasta Chichester i 69 km na południe od Londynu.